# Semyon Antonov
Semyon Antonov (cirílico: Семён Сергеевич Антонов) (Nizhnevartorvsk, 18 de julho de 1989) é um basquetebolista profissional russo que atualmente joga no CSKA Moscou que disputa a VTB United League.
O jogador que é profissional desde 2006 possui 2,02 m de altura e atua como Ala. Defendeu a Seleção Russa de Basquetebol no EuroBasket de 2011 na Lituânia e nos Jogos Olímpicos de Verão de 2012 em Londres, e em ambas as competições conquistou a Medalha de Bronze.